# عراقی‌های ایران
عراقی‌های مقیم ایران مردمانی از عراق کنونی متشکل از عرب‌ها، کردها و آشوری‌ها که از کشور مبدأ، عراق به صورت مهاجر و گاه پناهنده وارد ایران شده‌اند. عراقی‌های مقیم ایران را نباید با ایرانیانی که مقیم عراق بوده یا معاودین اشتباه شود زیرا  ایرانیان عراق  دارای اصالت و شناسنامه ایرانی هستند که خود یا پدرشان قبلاًً مقیم عراق بودند که در سال 1350 خورشیدی و پس از آن به میهن خود ایران بازگشتند ولی عراقی‌های مقیم ایران از تبار مردمان سرزمین عراق می‌باشند که در ایران اقامت دارند.  همچنین، در تقسیم‌بندی، نبایست آنها را با عرب‌های خوزستان اشتباه گرفت.

## تاریخچه مهاجرت و جمعیت

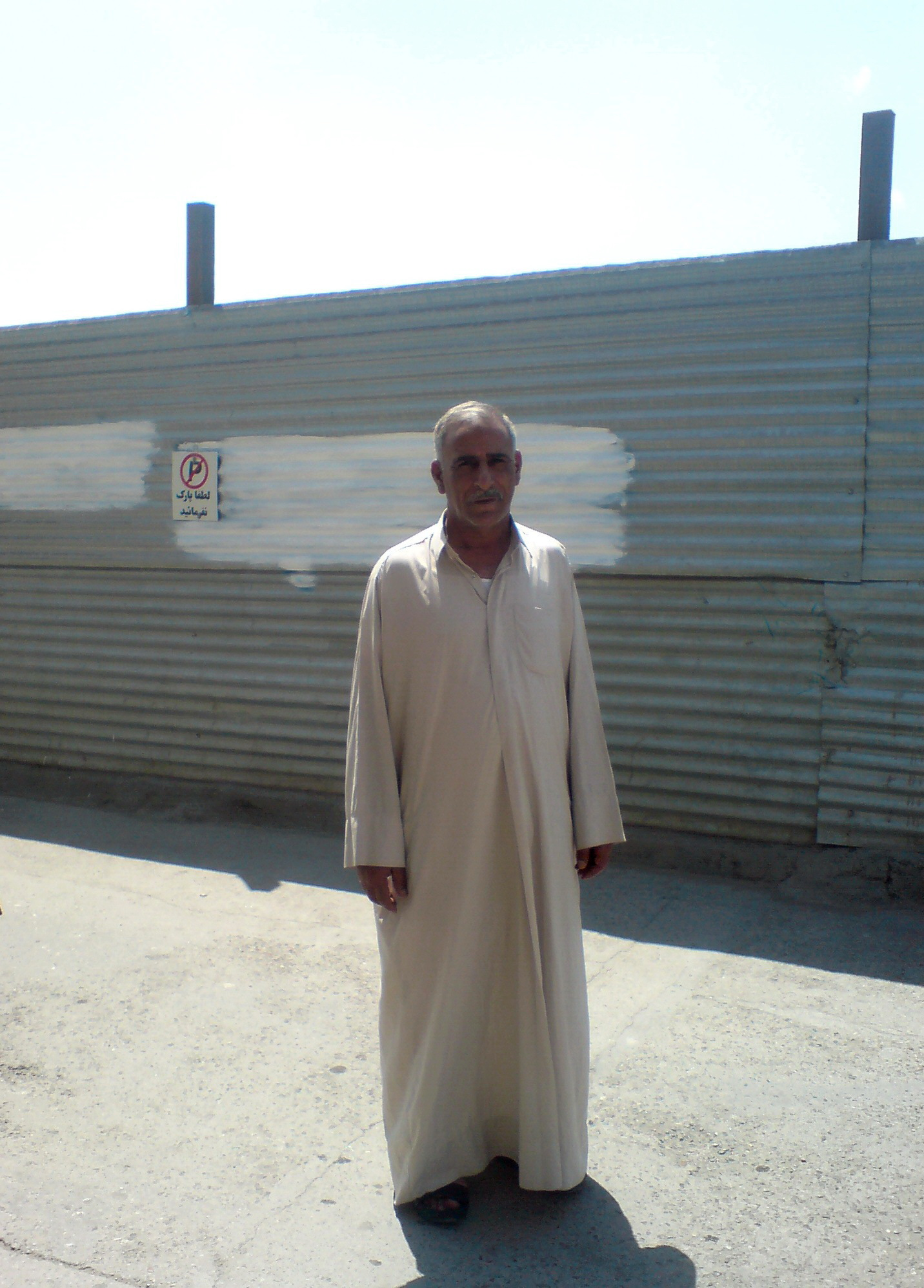
یک مرد احتمالاً عراقی با لباس سنتّی عربی در نیشابور

بر اساس سرشماری در سال ۲۰۰۱، تقریباً ۲۰۳٬۰۰۰ عراقی‌ در ایران زندگی می‌کنند. همچنین بر اساس گزارش کمیساریای عالی پناهندگان سازمان ملل متحد ۲۰۴٬۰۰۰ عراقی‌ در ایران زندگی می‌کنند.ولی برخی آمارها جمعیت واقعی عراقی‌ها را گاه تا ۵۰۰٬۰۰۰ نفر نیز تخمین زده‌اند، که به صورت غیرقانونی در ایران به سر می‌برند. امروزه برخی از آنان تبعه ایران شده‌اند، و برخی نیز با سقوط صدام حسین به کشورشان بازگشتند.
قسمت هماهنگی امور انسان دوستانه دفتر سازمان ملل متحد بیش از ۲۰۲٬۰۰۰ پناهنده عراقی را در سپتامبر ۲۰۰۳ در ایران ثبت کرده، که بیش از نیمی از کل جمعیت پناهندگان عراقی در جهان است. حدود ۵۰٬۰۰۰ پناهده عراقی در ۲۲ اردوگاه بخش غربی کشور که در امتداد مرز عراق می‌باشد، به سر می‌برند، که در حدود ۱۱٬۵۰۰ نفر از پناهندگان در اردوگاه‌ها پس از سقوط صدام حسین به کشورشان بازگشتند. بسیاری دیگر از آنان در مناطق شهری غرب کشور و نیز شهرهای مذهبی ایران زندگی می‌کنند.
در حال حاضر بیش از ۲۰۰٬۰۰۰ عراقی به صورت قانونی در مناطق شهری و روستایی ایران و ۴۸٬۰۰۰ در اردوگاه پناهندگان زندگی می‌کنند. امروزه بسیاری از آنان تهران را به خاطر امکانت بیشتری که به عراقی ها در مقابل ایرانی ها داده می شود و همچنین در دسترس بودن مقامات مدیریتی برای آنها همچون برادران لاریجانی تهران و قم را انتخاب می‌کنند، که یک گروه بزرگ از عراقی‌های مقیم ایران در محلات جنوب شرق تهران به سر می‌برند.
اما در آمارهای ارائه شده از سوی مدیر کل دفتر اتباع و مهاجرین خارجی وزارت کشور از تعداد ۲۰۰٬۰۰۰ عراقی که به صورت قانونی در ایران زندگی می‌کردند، پس از سقوط صدام حسین حدود ۵۰ درصد این تعداد به کشورشان بازگشتند.

## حضور گسترده در انتخابات پارلمانی عراق
مدیر کل دفتر اتباع و مهاجرین خارجی وزارت کشور محل سکونت عراقی‌ها را در نُه استان تهران، قم، اصفهان، خوزستان، خراسان رضوی، ایلام و یزد جهت رای‌گیری در انتخابات پارلمانی عراق اعلام کرده بود که در میان عراقی‌های مقیم خارج از کشورشان، عراقی‌های مقیم ایران بیشترین آراء را به صندوق رای‌گیری انداختند.

## افراد سرشناس
- پاولوس خفری
- مارگانیتا خفری